# Municipio de Tomlinson (condado de Scott)
El municipio de Tomlinson (en inglés: Tomlinson Township) es un municipio ubicado en el condado de Scott en el estado estadounidense de Arkansas. En el año 2010 tenía una población de 231 habitantes y una densidad poblacional de 3,81 personas por km².

## Geografía
El municipio de Tomlinson se encuentra ubicado en las coordenadas 35°0′50″N 94°4′43″O / 35.01389, -94.07861. Según la Oficina del Censo de los Estados Unidos, el municipio tiene una superficie total de 60.61 km², de la cual 60,09 km² corresponden a tierra firme y (0,85 %) 0,52 km² es agua.

## Demografía
Según el censo de 2010, había 231 personas residiendo en el municipio de Tomlinson. La densidad de población era de 3,81 hab./km². De los 231 habitantes, el municipio de Tomlinson estaba compuesto por el 94,81 % blancos, el 1,3 % eran amerindios, el 3,03 % eran asiáticos, el 0,43 % eran de otras razas y el 0,43 % eran de una mezcla de razas. Del total de la población el 2,16 % eran hispanos o latinos de cualquier raza.